# Raymond Vilain
Raymond Charles Vilain (* 22. Juli 1921 in Nérondes, Département Cher; † 18. Februar 1989 in Neuilly) war ein französischer Mediziner und Professor für plastische Chirurgie. Er wuchs als Sohn von Marcel Louis Vilain und dessen Frau Blanche (geb. Marcus) auf. Sein Abitur legte er 1939 am Lycée de Nevers ab und diente ab 1944 in der französischen Marine (Rang eines Colonels). Den Doktorgrad der Medizin erwarb er 1952 in Paris. Am 28. Dezember 1961 heiratete er Francine Pierette Huet, mit der er einen Sohn hatte.

## Ärztliches Wirken
Raymond Charles Vilain war seit 1968 Professor für plastische Chirurgie und Chefarzt der Chirurgie am Hôpital Boucicaut in Paris. Er leitete die orthopädisch-chirurgische Abteilung des Krankenhauses bis 1985. Er war aber in erster Linie plastischer Chirurg und sein Name bleibt für immer verbunden mit den ersten Versuchen der Replantation von Gliedmaßen. Er beschränkte sich dabei bewusst auf die Finger und Hände. Hierbei gab es keine ethischen oder immunologischen Probleme, denn es handelte sich ja um Autografts. Wenn möglich bekamen er und sein Team den abgeschnittenen oder abgerissenen Finger in einem Taschentuch auf Eis in den OP, wo man dann versuchte, die durchtrennten Blutgefäße und Nerven wieder zusammenzunähen, ohne die Wiederherstellung der knöchernen und der Hautstrukturen zu vernachlässigen. Um diese Eingriffe durchführen zu können, wurde ein Operationsmikroskop benötigt, das es aber damals in der Orthopädie des Hôpital Boucicaut noch nicht gab; das einzige seiner Art stand in der HNO-Abteilung, was immer einige Anpassungen erforderte. Dank seiner im Ausland ausgebildeten Schüler konnte er die Mikrochirurgie in seiner Abteilung einführen. 1972 gründete er die Organisations SOS Mains. Seine Grundidee war dabei, dass schwere Verletzungen der Hände von einem Spezialisten behandelt werden müssen, und zwar notfallmäßig. Dabei prägte er seinen Lieblingsspruch: „Jeux de mains, jeux de Vilain.“ (übersetzt etwa: „Wenn´s sich um die Hände dreht, kommt Vilain ins Spiel.“). Heute gibt es alleine in Frankreich 45 handchirurgische 24-Stunden-Zentren und das Konzept von SOS Mains ist in Belgien, Italien, Luxemburg, der Schweiz und Spanien übernommen worden. Als Spezialist für die antimikrobielle Wundversorgung begeisterte er sich auch für weibliche Deformationen, die auf Überernährung zurückzuführen sind, und erfand die Lipektomie, was seiner Zeit weit voraus war.

## Persönlichkeit und Ehrungen
Raymond Vilain war bekannt für seine Schlagfertigkeit, seinen Humor und seine Aphorismen. Er war ein genialer Organisator, ein schneller und brillanter Operateur und ein sehr guter Psychologe, der mit den psychosomatischen Vorstellungen seiner Zeit vertraut war. 1974 wurde er zum Ritter der Ehrenlegion ernannt. 1986 verfasste er das ethisch-moralische Buch „Le Pouvoir Médical“ und schrieb 1988 sein bekanntestes Buch „Jeux de Mains“, das im gleichen Jahr von der Académie française mit dem Prix Auguste Furtado für das beste Sachbuch ausgezeichnet wurde. Seit 1995 wird von der Aesthetic Surgery Education and Research Foundation der Raymond Vilain Award für einen herausragenden Vortrag bei ihrem Jahrestreffen vergeben.